# Saint-Valentin (Québec)
Saint-Valentin è un comune del Canada, situato nella provincia del Québec, nella regione di Montérégie.